# بیزلی، ساری
بیزلی (به انگلیسی: Bisley) یک روستا و محله مدنی در بریتانیا است که در Surrey Heath واقع شده‌است. بیزلی ۳٫۶۶ کیلومتر مربع مساحت و ۳٬۹۶۵ نفر جمعیت دارد.